# Euphrasia celebica
Euphrasia celebica är en snyltrotsväxtart som beskrevs av Van Royen. Euphrasia celebica ingår i släktet ögontröster, och familjen snyltrotsväxter. Inga underarter finns listade i Catalogue of Life.